# Luiz Inácio Lula da Silva

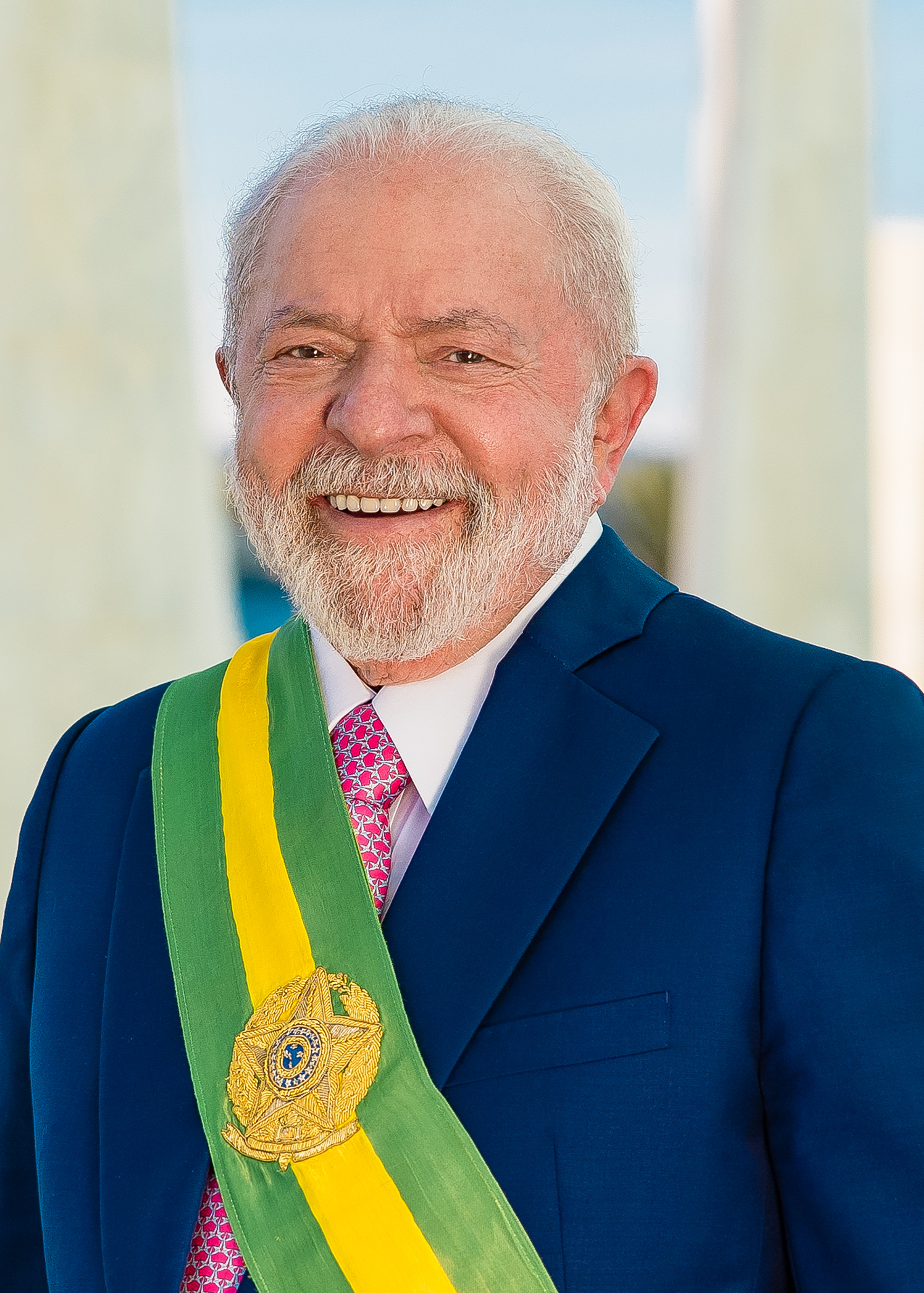
Luiz Inácio Lula da Silva, 2023

Luiz Inácio Lula da Silva [luˈiz iˈnasju ˈlulɐ da ˈsiwvɐ] (* 27. Oktober 1945 als Luiz Inácio da Silva in Caetés, Pernambuco), auch bekannt als Lula da Silva, jedoch meist nur Lula genannt, ist ein brasilianischer Politiker. Seit dem 1. Januar 2023 ist er der 39. Präsident Brasiliens, nachdem er dieses Amt bereits vom 1. Januar 2003 bis zum 1. Januar 2011 innehatte. Mit seiner Kombination aus assistenzialistischer Sozial- und entwicklungsorientierter Wirtschaftspolitik und durch Sozialprogramme wie Bolsa Família, Eine-Million-Häuser-Programm und Fome Zero verringerte die Regierung Lula in ihren ersten beiden Amtszeiten die extreme Armut und den Hunger im Land spürbar. 
Lula ist Gründungsmitglied der brasilianischen Arbeiterpartei Partido dos Trabalhadores (PT). 2017 wurde er im Rahmen der Operation Lava Jato wegen Geldwäsche und passiver Korruption von Bundesrichter Sergio Moro aus Curitiba angeklagt und in einem auch international äußerst umstrittenen Prozess zu zwölf Jahren Haft verurteilt. Lula bestritt vehement alle Vorwürfe und sprach von einer politischen Kampagne. Er wurde inhaftiert, bevor alle Rechtsmittel erschöpft waren, um zu verhindern, dass er für die PT bei den Präsidentschaftswahlen 2018 antrat, als Favorit gegen den ultrarechten Jair Bolsonaro. Laut The Intercept Brasil gab es illegale Absprachen zwischen Richter Moro (später von Bolsonaro zum Justizminister ernannt), Staatsanwälten und Lulas politischen Gegnern. Lula verbrachte vom 7. April 2018 bis 7. November 2019 580 Tage im Gefängnis in Curitiba; bei seinen Anhängern gilt er deshalb als erster politischer Gefangener seit der Militärdiktatur.
Die Urteile gegen Lula wurden vom Obersten Gericht Anfang 2021 aus formellen Gründen aufgehoben, da einerseits das verurteilende Gericht nicht zuständig und andererseits Richter Moro befangen war. Im April 2021 wurden die Urteile gegen Lula rechtskräftig aufgehoben.

## Leben

### Familie, Ausbildung, Beruf

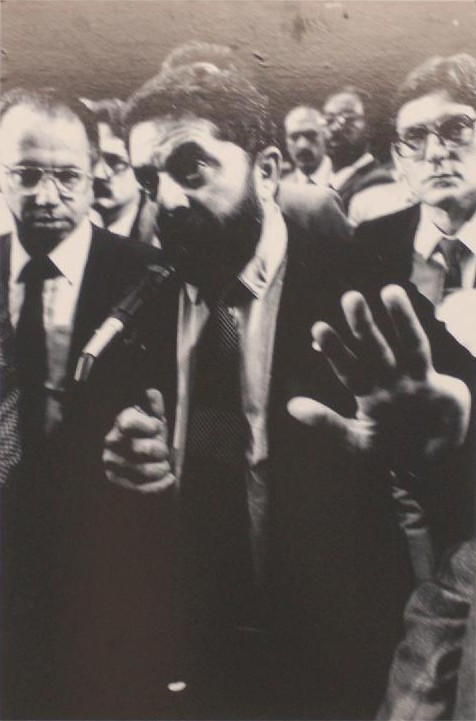
Lula in der Abgeordnetenkammer Brasiliens (1989)

Lula da Silva war das siebte von acht Kindern von Aristides Inácio da Silva und Eurídice Ferreira de Mello. Seine Mutter gab ihm den Kosenamen Lula (ein Spitzname für Luís), den er später offiziell in seinen Namen aufnahm. Sein Vater zog auf der Suche nach Arbeit in den Industriegürtel im Süden von São Paulo, 1952 folgte Lula mit seinen Geschwistern und seiner Mutter. Sein Vater hatte mittlerweile eine neue Frau gefunden und brach den Kontakt zu seiner Familie ab. Lula ging mangels Schulgeld nur wenige Jahre zur Schule. Mit 12 Jahren trug er durch verschiedene Arbeiten, u. a. in einer Wäscherei, als Schuhputzer und als Botenjunge dazu bei, den Lebensunterhalt der Familie zu sichern.
Später arbeitete Lula in einer Metallfabrik und absolvierte an einer Berufsbildungseinrichtung des Serviço Nacional de Aprendizagem Industrial eine Ausbildung zum Metallfacharbeiter. Ab 1966 arbeitete er bei Villares, einem großen Unternehmen der Metallindustrie in São Bernardo do Campo im Großraum São Paulo. Gleichzeitig wurde er an einer Privatschule von José Efromovich, die damals dem heutigen Präsidenten von Avianca Brazil gehörte, weitergebildet.

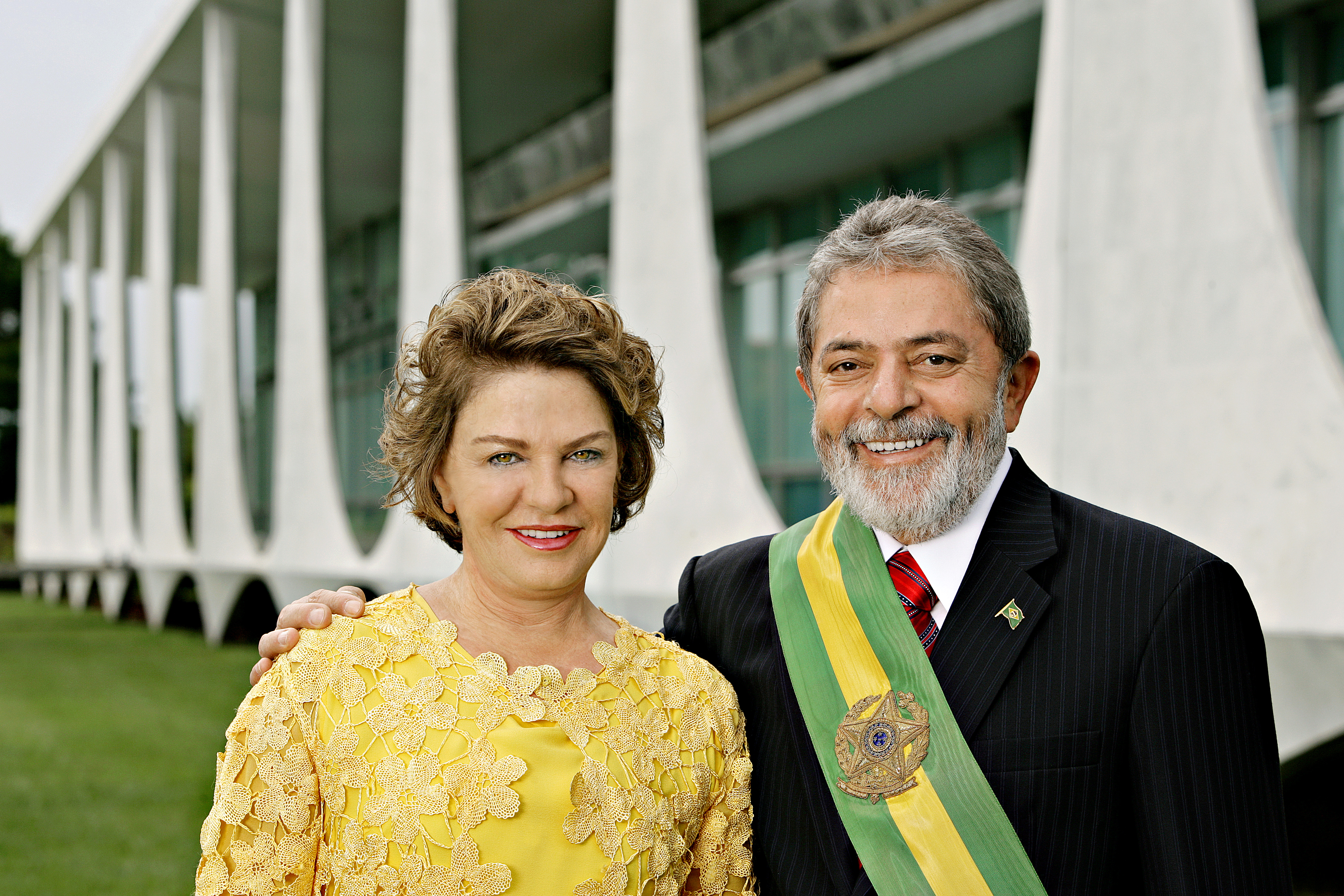
Lula mit seiner zweiten Ehefrau, Marisa Letícia Lula da Silva

Im Jahr 1969 ehelichte er Maria de Lourdes, die 1971 während der Schwangerschaft mit dem ersten gemeinsamen Sohn des Paares an einer Hepatitisinfektion verstarb, nachdem die Familie nicht das nötige Geld für eine Behandlung aufbringen konnte. Im Jahr 1974 heiratete er die Fabrikarbeiterin und Aktivistin Marisa Letícia Rocco (1950–2017) aus São Bernardo do Campo, mit der er fünf Kinder hat. Darüber hinaus hat er noch eine Tochter, die 1974 geboren wurde, aus einer Beziehung mit Miriam Cordeiro. Im Mai 2022 heiratete er die 21 Jahre jüngere Soziologin Rosangela „Janja“ Silva, mit der er seit 2017 eine Beziehung unterhält.
Ende Oktober 2011 wurde bekannt, dass Lula an einem kleinen und begrenzten Tumor am Kehlkopf erkrankt war. Er unterzog sich einer Chemo- und anschließend einer Strahlentherapie.

### Tätigkeit in der Gewerkschaft während der rechten Militärdiktatur
Über seinen Bruder kam Lula in Kontakt mit der Gewerkschaftsbewegung. 1969 wurde er durch die Gewerkschaft der Metallarbeiter als Stellvertreter in den Vorstand der Regionalgruppe São Bernardo do Campo und Diadema gewählt. In den Wahlen 1972 wurde er als Generalsekretär in den Vorstand gewählt. Mit 92 Prozent der Stimmen wählten ihn die Gewerkschaftsmitglieder 1975 zu ihrem Vorsitzenden. Lula vertrat etwa 100.000 Arbeiter.
Während der 1970er Jahre beteiligte sich der spätere Präsident des Landes an der Organisation verschiedener Gewerkschaftsaktivitäten und großer Streiks. Die brasilianische Niederlassung von Volkswagen, Volkswagen do Brasil, observierte Lula bei diesen Tätigkeiten und gab gesammelte Informationen an die Militärdiktatur weiter. 1979 wurde er zum Anführer eines Arbeiterstreiks bestimmt. 1980 wurde er von der Polizei der Militärdiktatur verhaftet und nach 31 Tagen wieder freigelassen.

### Anfänge der politischen Karriere
Mit den Ergebnissen der Streiks unzufrieden, gründete Lula gemeinsam mit anderen Gewerkschaftern, Intellektuellen und Vertretern verschiedener sozialer Gruppen am 10. Februar 1980 den Partido dos Trabalhadores, PT („Partei der Arbeiter“). Der PT war 1982 in weiten Teilen des Landes vertreten und hatte rund 400.000 Mitglieder.
Im Jahr 1986 wurde Lula mit einem Rekordergebnis als Vertreter des Bundesstaates São Paulo in die Abgeordnetenkammer des Nationalkongresses Brasiliens gewählt. Die PT beteiligte sich aktiv an der Entwicklung der neuen Verfassung Brasiliens von 1988 und konnte wichtige Rechte der Arbeiter darin verankern. In anderen Fragen, wie der Neugestaltung der Landbesitzverhältnisse, konnte sie sich hingegen nicht durchsetzen.
1989 scheiterte Lula da Silva als Kandidat der PT bei der Wahl für das Präsidentenamt.

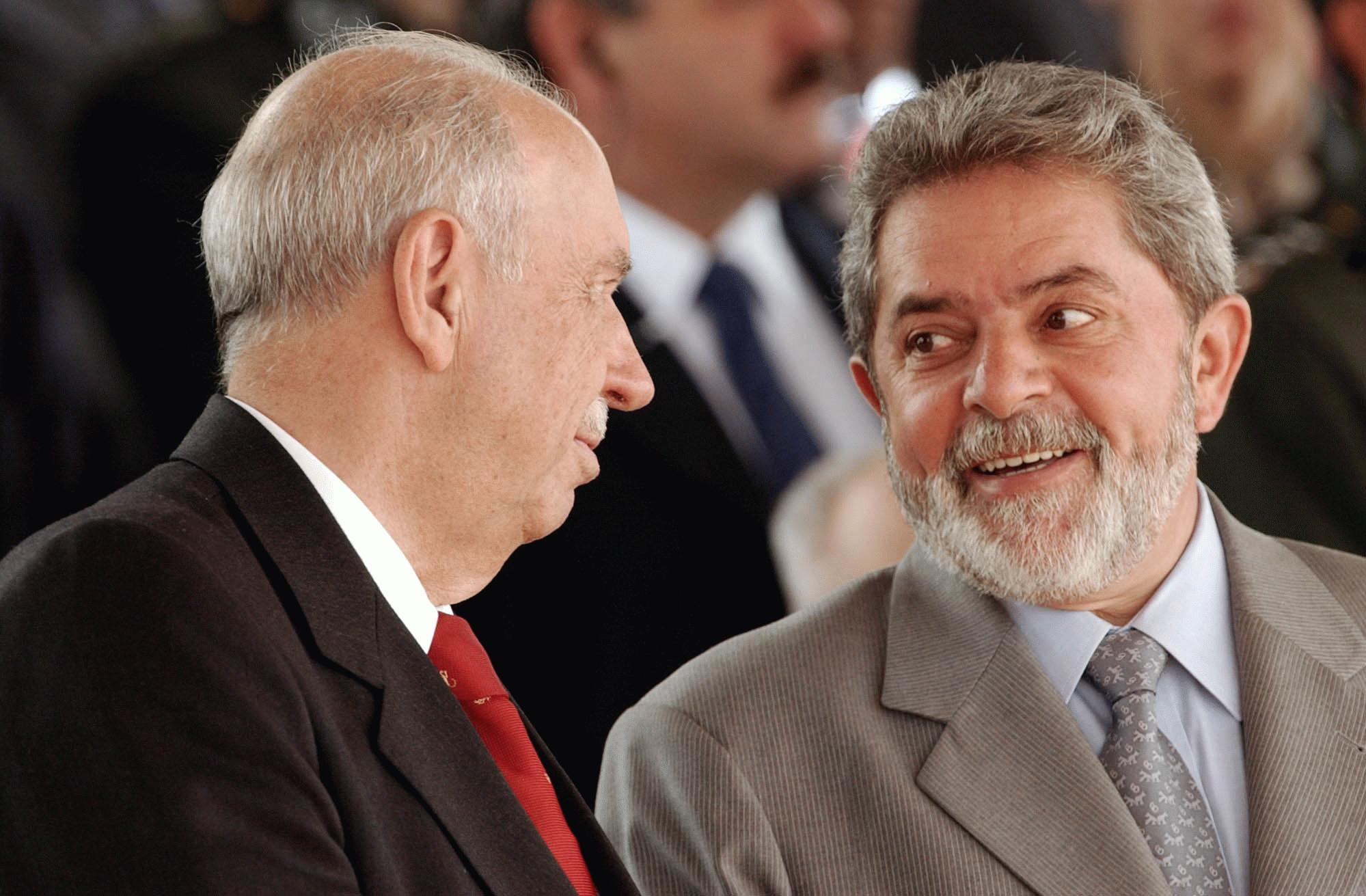
Lula da Silva (rechts) im Gespräch mit seinem Vize José Alencar (Mai 2004)

In allen folgenden Wahlen zum Präsidenten trat er erneut an. Erst in der Wahlkampagne zu den Wahlen 2002 verzichtete er bewusst auf sein Arbeiterimage und trat in Anzug und Krawatte auf. Außerdem betonte er nicht mehr seine Meinung, dass Brasilien seine Auslandsschulden nicht zurückzahlen solle. Stattdessen setzte er auf ein Programm gegen Hunger und Armut (Fome Zero) und für bessere Ausbildung.
Mit der Industrie gelang es ihm, ein vorsichtiges Vertrauensverhältnis aufzubauen. So überraschte es beispielsweise, als kurz vor den Wahlen ein Vertreter eines Automobilherstellers ankündigte, dass man eine neue Modellreihe in Brasilien produzieren werde und dafür Arbeitsplätze geschaffen würden. Diese Signale führten unter anderem auch zu einem Vertrauensgewinn beim Internationalen Währungsfonds (IWF), der schließlich die spätere Wahl Lulas begrüßte.

### Erste Präsidentschaft

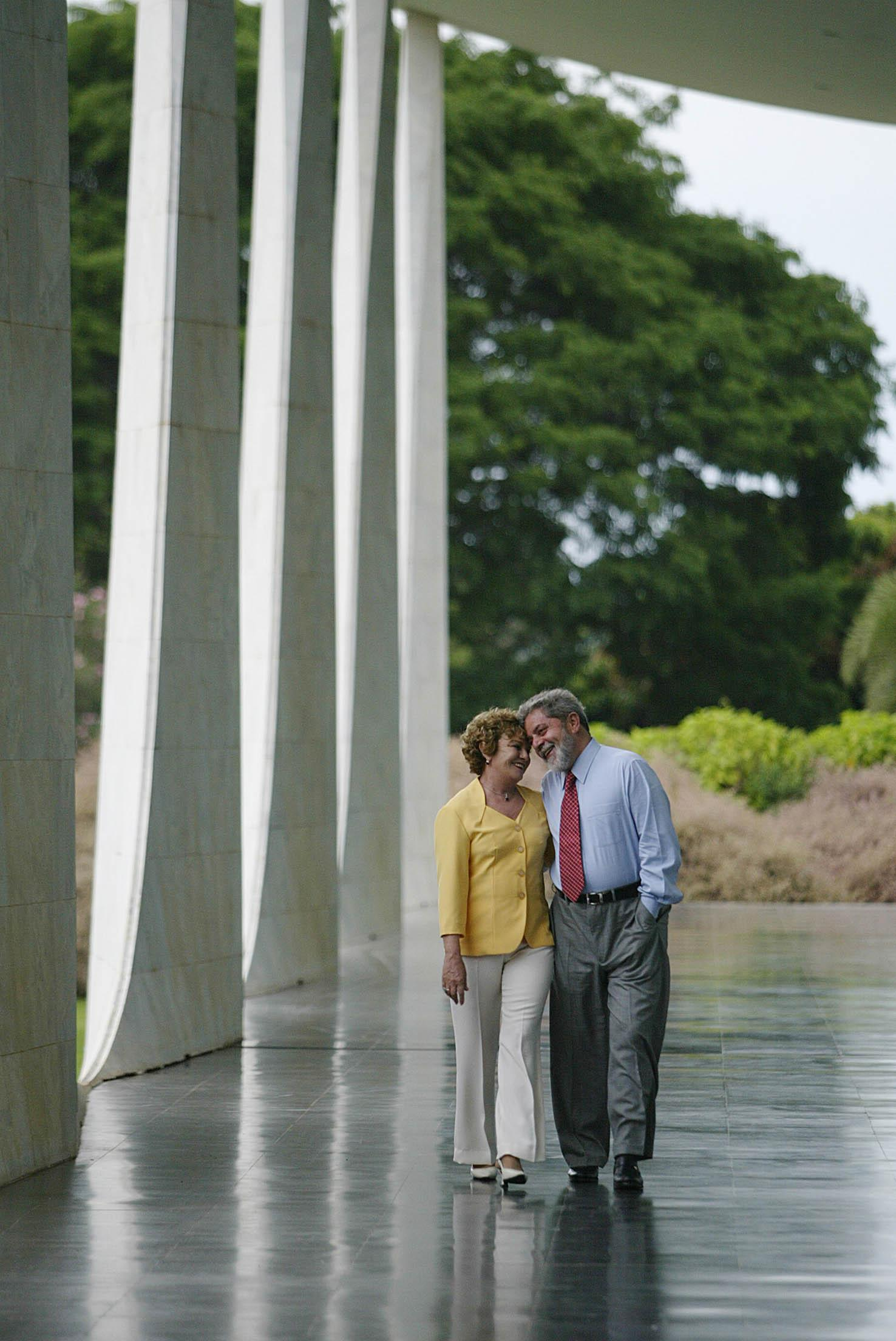
Lula und seine Frau 2003 im Palácio da Alvorada, der offiziellen Residenz der brasilianischen Präsidenten in der Hauptstadt Brasília

Im zweiten Wahlgang am 27. Oktober 2002 gewann Lula da Silva gegen José Serra, den Kandidaten der Brasilianischen Sozialdemokratischen Partei PSDB (Partido da Social Democracia Brasileira). Er löste Fernando Henrique Cardoso, der seit 1995 Präsident Brasiliens gewesen war, im Amt ab.
Zum Einflussbereich Lulas gehörte auch der umstrittene Industrielle Blairo Maggi, genannt „Sojakönig“, der zugleich Gouverneur Mato Grossos war. Greenpeace bezeichnet Maggi als einen der Hauptverantwortlichen für die Zerstörung des brasilianischen Regenwaldes.
Im Juni 2006 gab Lula die Kandidatur für eine zweite Amtszeit bekannt. Gegen ihn trat der Sozialdemokrat Geraldo Alckmin an. Beim ersten Wahlgang der Präsidentschaftswahl am 1. Oktober 2006 verfehlte Lula mit 48,6 % der Stimmen nur knapp die absolute Mehrheit. Er musste sich in einem 2. Wahlgang seinem Herausforderer, Geraldo Alckmin, stellen. Die meisten Stimmen gewann Lula im Nordosten Brasiliens, wo die in seiner Amtszeit eingeführten Sozialprogramme erste Wirkung zeigten. In seiner Heimatregion hingegen musste Lula herbe Verluste einstecken. In der Stichwahl am 29. Oktober 2006 wurde Lula im Amt bestätigt. Mit 61 % lag er deutlich vor seinem Herausforderer Alckmin (39 %).
Nach zwei Amtszeiten in Folge durfte Lula der Verfassung nach bei der Präsidentschaftswahl 2010 nicht erneut kandidieren. Zu seiner Nachfolgerin wurde die von ihm vorgeschlagene Kandidatin des PT, Dilma Rousseff, gewählt. Ihr übergab er am 1. Januar 2011 das Präsidentenamt. Lula verließ mit einer rekordhaften Zustimmungsrate von 87 Prozent sein Amt.

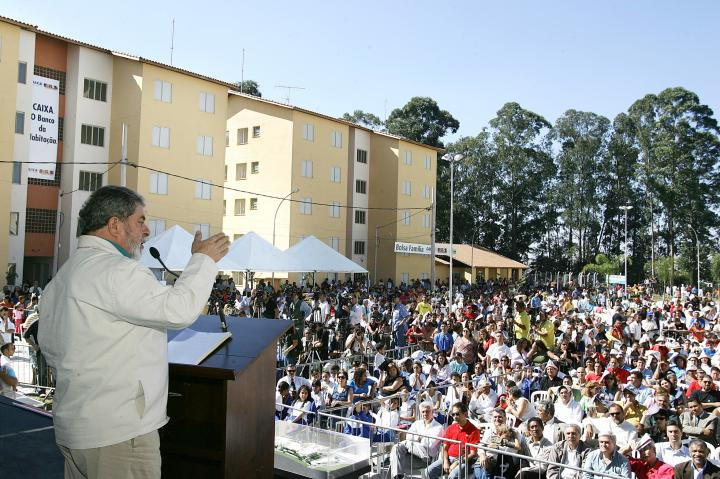
Präsident Lula am 4. Juni 2005 in Diadema/São Bernardo do Campo bei einer Zeremonie für neue Wohneinheiten finanziert aus den föderalen Hilfsprogrammen. In São Bernardo do Campo produzieren Volkswagen und Daimler Nutzfahrzeuge.

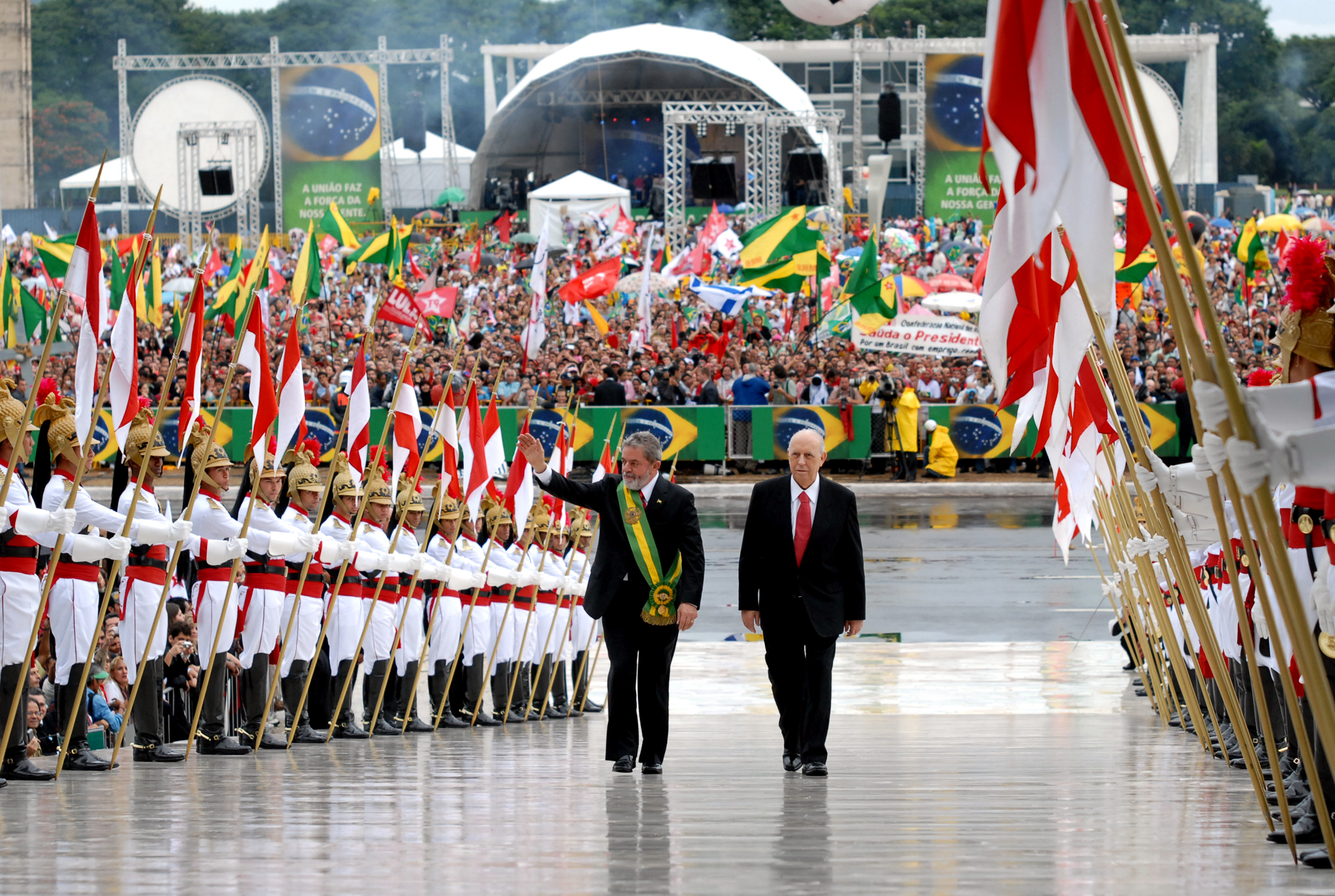
Lulas zweite Inauguration (2007)

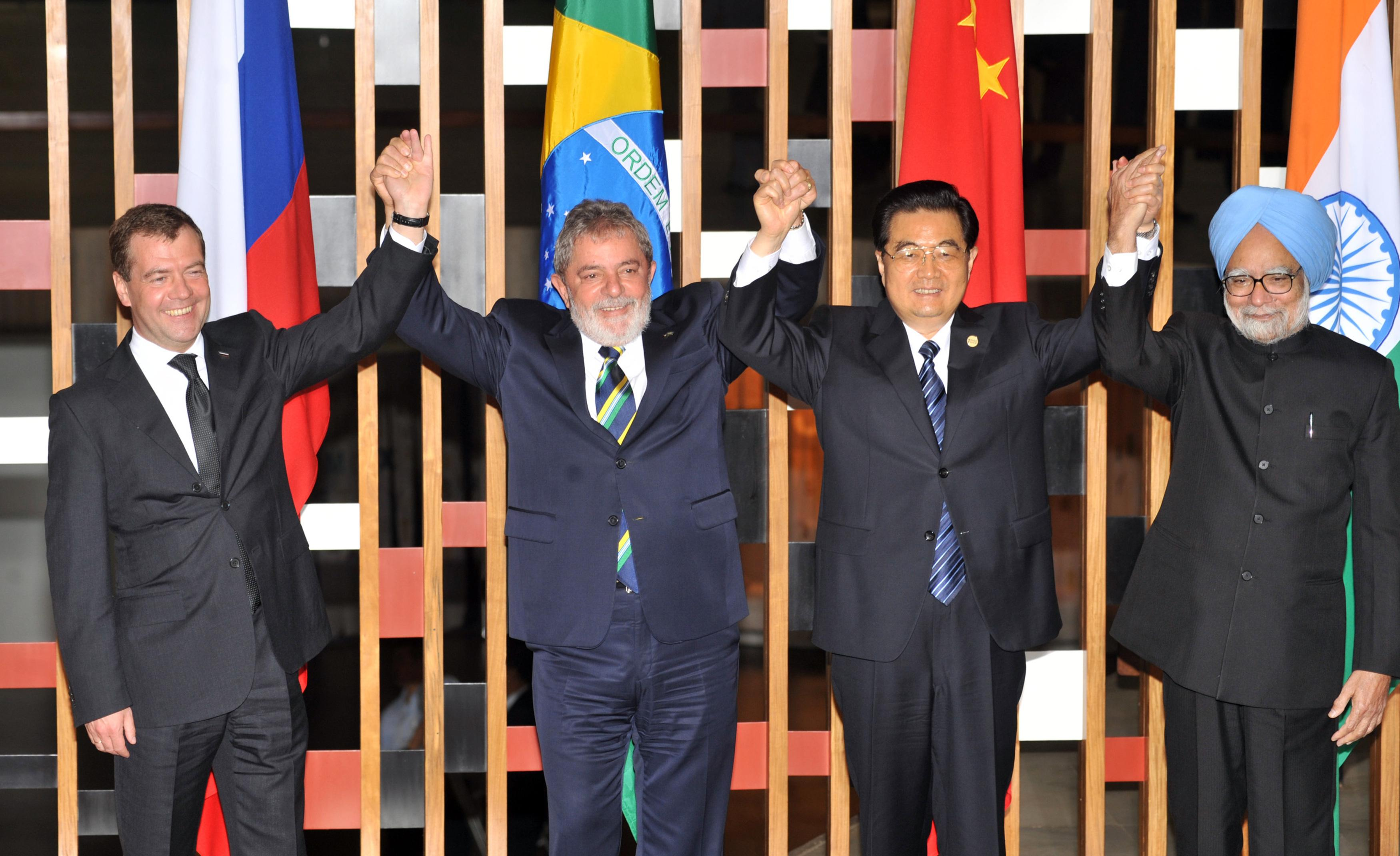
BRIC-Gipfeltreffen 2010 in Brasília – Dmitri Medwedew, Lula, Hu Jintao und Manmohan Singh

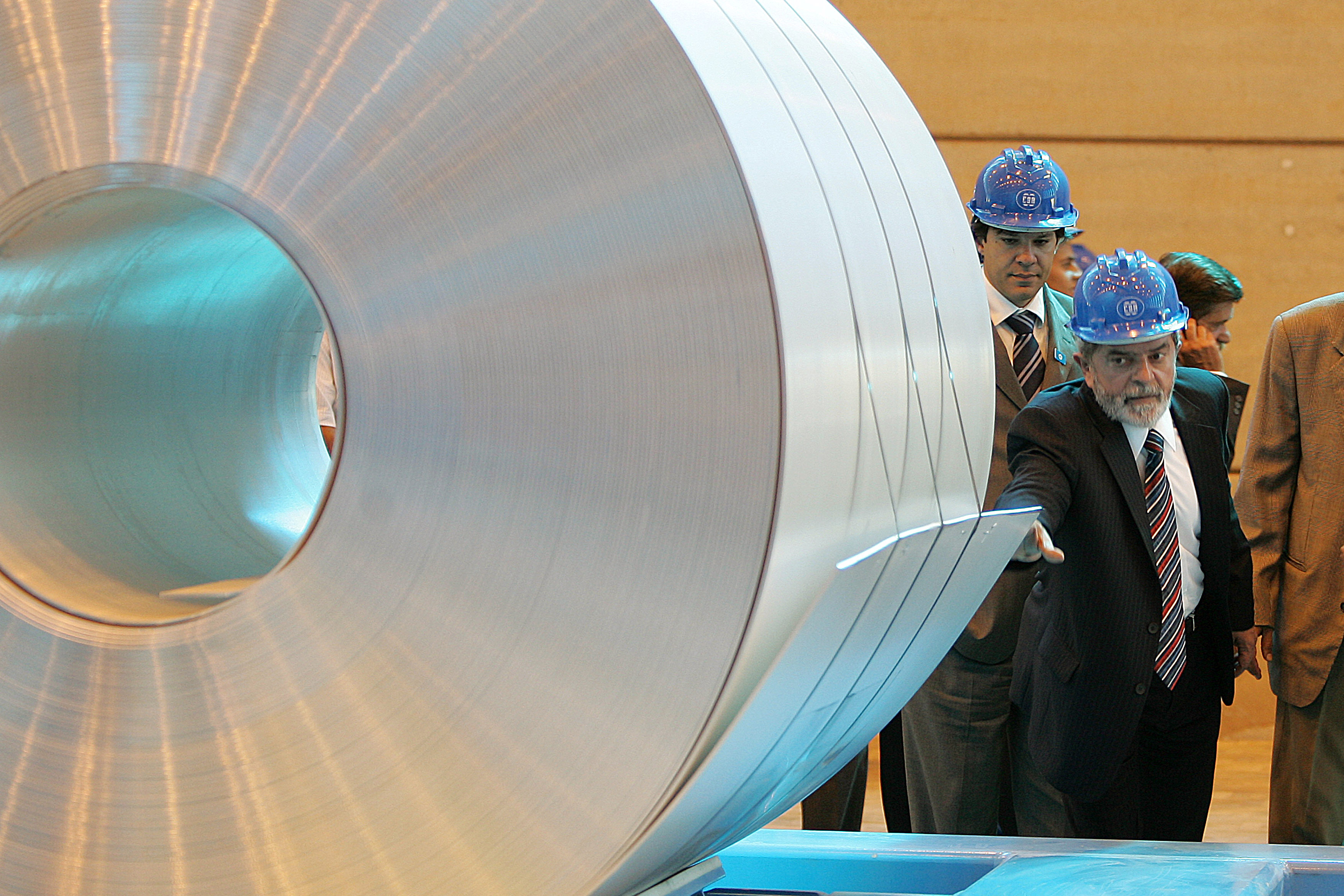
Präsident Lula in der Fabrik Companhia Brasileira de Aluminio (CBA), begleitet von Mitarbeitern des Unternehmens

### Strafverfolgung
In Folge der Operation Lava Jato wurde auch gegen Lula ein Prozess angestrengt.

#### Ermittlungen
Im April 2013 nahm die Generalstaatsanwaltschaft Brasiliens in Zusammenhang mit dem sogenannten Mensalão-Skandal Ermittlungen auch gegen Lula auf. Zwischen 2003 und 2005, während Lulas erster Amtszeit, soll sich seine Arbeiterpartei durch Barzahlungen an Abgeordnete des brasilianischen Parlaments die Zustimmung zu Lula da Silvas Politik erkauft haben. Ende 2012 wurden 25 Politiker, Juristen und Unternehmer für schuldig befunden, am Skandal beteiligt gewesen zu sein. Lula hatte immer beteuert, von den Zahlungen nichts gewusst zu haben. Der zu 40 Jahren Haft verurteilte Geschäftsmann Marcos Valério beschuldigt ihn, selbst in den Skandal verstrickt zu sein.
Im April 2015 wurden Ermittlungen gegen Lula unter dem Verdacht der Bestechlichkeit im Amt aufgenommen. Ihm wurde vorgeworfen, sich als Präsident dafür eingesetzt zu haben, dass die Baufirma Odebrecht lukrative öffentliche Bauaufträge in anderen Ländern (Ghana, Angola, Kuba, Dominikanische Republik) bekam. Im Gegenzug soll er dafür Zahlungen von Odebrecht erhalten haben. Im Juni 2016 wurden mehrere Vorstandsvorsitzende von Odebrecht festgenommen. Der Firma wurde vorgeworfen, umgerechnet etwa 230 Millionen US-Dollar Bestechungsgelder an verschiedene Politiker gezahlt zu haben.

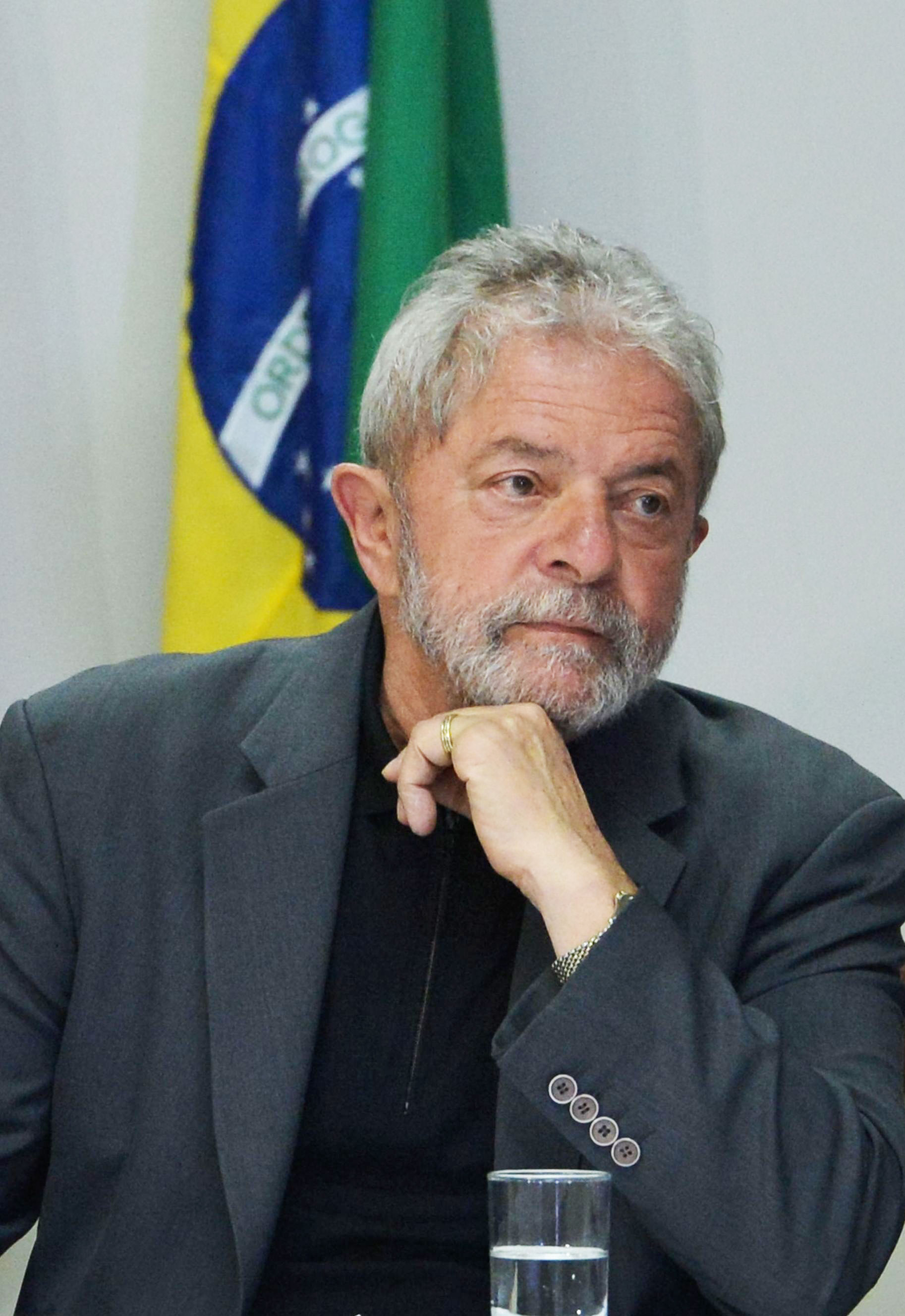
Lula im Juni 2015

Am 4. März 2016 wurde Lula da Silvas Haus im Zuge der Operation Aletheia (Operação Aletheia, 24. Phase der Operation Lava Jato) von 200 Beamten der Bundespolizei durchsucht. Dabei wurde er festgenommen und zum Verhör auf eine Polizeistation gebracht. Auch das Haus seines Sohnes Fábio Luís Lula da Silva wurde durchsucht. Am 10. März 2016 gab die Staatsanwaltschaft von São Paulo bekannt, dass eine Anklageschrift gegen Lula da Silva eingebracht worden sei. Präsidentin Dilma Rousseff ernannte Lula daraufhin am 16. März 2016 zum quasi-Ministerpräsidenten, was als Versuch gesehen wurde, ihm Immunität vor drohender Strafverfolgung und Verhaftung zu verschaffen. Die Ernennung wurde durch das Oberste Gericht Brasiliens am 19. März 2017 mit der Begründung, dass diese nur erfolgt sei, um Lula da Silva Straffreiheit zu verschaffen, annulliert.
Ende Juli 2016 wurde bekannt, dass ein Gericht in Brasília den Anklageantrag der Staatsanwaltschaft gegen Lula wegen mutmaßlicher Behinderung laufender Ermittlungen in der Petrobras-Korruptionsaffäre angenommen hatte. Lula soll an dem Versuch teilgenommen haben, einen Zeugen des Korruptionsskandals zum Schweigen zu bringen.

#### Verurteilung
Am 12. Juli 2017 verurteilte Richter Sérgio Moro Lula wegen Korruption zu neun Jahren und sechs Monaten Haft. Er wurde für schuldig befunden, umgerechnet insgesamt fast 1,1 Millionen US$ in Form von Bauarbeiten in seinem Appartement von der Firma Odebrecht im Gegenzug für vermittelte Geschäftskontakte erhalten zu haben. Lula legte dagegen Berufung ein und blieb bis zur Entscheidung darüber zunächst auf freiem Fuß. Er bestritt alle Beschuldigungen, und seine Anhänger sprachen von einem politisch motivierten Verfahren, das ihn davon abhalten solle, bei den Wahlen 2018 erneut für die Präsidentschaft zu kandidieren.
Das Berufungsgericht bestätigte am 24. Januar 2018 die Verurteilung einstimmig. Dazu erhöhte es die Haftstrafe auf zwölf Jahre und einen Monat, entsprechend den Forderungen der Anklage aus dem zweiten Prozess. Nach brasilianischem Recht ist Lula damit nicht wählbar. Lula hatte die Möglichkeit, auch dieses Urteil vor noch höheren Gerichten anzufechten. Er kündigte an, trotz der Berufungsverurteilung zu kandidieren.
Anfang April 2018 lehnte der Oberste Gerichtshof mit sechs zu fünf Stimmen einen Antrag Lulas ab, bis zum Ende seines Berufungsverfahrens auf freiem Fuß bleiben zu können. Das Urteil wurde noch nicht rechtskräftig, da Lula noch weitere Berufungsinstanzen offenstanden. Wenig später wurde ein Haftbefehl gegen Lula erlassen. Er sollte sich bis zum Nachmittag des 6. April 2018 bei der Polizei der südbrasilianischen Stadt Curitiba melden. Lula ließ diese Frist verstreichen und hielt sich stattdessen geschützt von Anhängern in einem Gewerkschaftsgebäude in São Paulo auf. Erst einen Tag später stellte sich Lula der Justiz. Er wurde umgehend nach Curitiba transportiert, wo er im Hauptquartier der Bundespolizei seine zwölfjährige Haftstrafe verbüßen sollte. Trotz der Haftstrafe erklärten Vertreter von Lulas Partei, an seiner erneuten Präsidentschaftskandidatur bei den für Oktober 2018 vorgesehenen Wahlen weiter festzuhalten.
Am 8. Juli 2018 ordnete ein Richter die vorläufige Freilassung von Lula an, solange das von diesem angestrengte Berufungsverfahren nicht abgeschlossen sei. Dieses Urteil wurde vom Gerichtspräsidenten rückgängig gemacht, womit Lula ab 9. Juli 2018 weiter in Haft blieb.
Am 23. April 2019 verkürzte das Oberste Gericht seine Haftstrafe auf acht Jahre und zehn Monate. Unterdessen war am 6. Februar 2019 eine weitere Strafe von zwölf Jahren und elf Monaten dazugekommen.
Lula erfuhr Unterstützung von führenden Persönlichkeiten der Welt – zu seinen Besuchern im Gefängnis in Curitiba zählten der ehemalige Präsident Uruguays, José Mujica, der ehemalige Präsident Kolumbiens, Ernesto Samper, der ehemalige Ministerpräsident Spaniens José Luis Zapatero und der ehemalige Präsident des Europäischen Parlaments Martin Schulz aus Deutschland. Der Linguist und Philosoph Noam Chomsky bezeichnete Lula bei seinem Besuch „einen der bedeutendsten politischen Gefangenen unserer Zeit“. Lula werde in Haft isoliert, damit der „kalte Putsch“, der mit der Absetzung von Lulas Nachfolgerin Dilma Rousseff begonnen habe, weiter voranschreiten könne.

#### Präsidentschaftskandidatur 2018
Im Mai 2017 gab Lula bekannt, bei den Wahlen in Brasilien 2018 für das Präsidentenamt kandidieren zu wollen. Ungeachtet seiner rechtskräftigen Verurteilung im Berufungsverfahren, die eine Kandidatur für ein politisches Amt verbietet, wurde Lula am 4. August 2018 durch eine Delegiertenversammlung zum offiziellen Präsidentschaftskandidaten seiner Partei gewählt. Mitte August 2018 ließ die PT Lula ins offizielle Wahlregister aufnehmen, was zu Beschwerden seitens der Generalstaatsanwältin Raquel Dodge und einer Reihe von rechten Politikern führte. Das Oberste Wahlgericht musste bis zum 17. September 2018 über seine Kandidatur entscheiden.
Der Menschenrechtsausschuss der Vereinten Nationen forderte die brasilianische Regierung auf, Lulas politische und zivile Rechte zu respektieren und ihn bei der Präsidentschaftswahl im Oktober antreten zu lassen. Lula dürfe als Kandidat nicht von der Wahl ausgeschlossen werden, solange er nicht alle juristischen Möglichkeiten ausgeschöpft habe, gegen seine Verurteilung vorzugehen. Brasilien war als Unterzeichnerstaat der internationalen Konvention über die Bürgerrechte dazu verpflichtet, dem Hinweis des Ausschusses zu folgen. Demgemäß habe er trotz seiner Inhaftierung Zugang zu den Medien erhalten müssen und sich über Skype an den Fernsehdebatten der Präsidentschaftskandidaten beteiligen können. Doch der noch amtierende Präsident Michel Temer erklärte die Beurteilung der UN als nicht bindend und verweigerte Lula jedwede Kampagnen-Aktivität. Umfrageergebnisse sagten zu diesem Zeitpunkt im Falle seiner Kandidatur einen Wahlsieg Lulas mit großem Abstand vor allen übrigen Mitbewerbern voraus.
Am 31. August 2018 entschied das Oberste Wahlgericht, dass Lula nicht zur Wahl antreten dürfe. Am 11. September 2018 erklärte Lula daraufhin seinen Verzicht auf die Kandidatur und seine Unterstützung des von der PT nachfolgend nominierten Kandidaten Fernando Haddad. Kurz vor der Präsidentschaftswahl beschloss das Oberste Wahlgericht, dass Lula aus „technischen Gründen“ sein verfassungsmäßig verbrieftes Recht, bei den Wahlen am 7. Oktober 2018 seine Stimme abzugeben, nicht ausüben dürfe.
Im Juni 2019 berichtete das Investigativmagazin The Intercept Brasil, dass die mit den Antikorruptionsermittlungen zu Lava Jato betrauten Ermittler und der Untersuchungsrichter Sérgio Moro sich dazu verschworen hatten, zu verhindern, dass Lula an der Präsidentschaftswahl in Brasilien 2018 teilnehmen könne. In der britischen Zeitung The Guardian wurde Carlos Melo, Professor für Politikwissenschaft an der Business School Insper in São Paulo, zitiert: „Es ist, als würde man die andere Mannschaft daran hindern zu spielen. Es ist, als hätten sie sich entschieden, den Ball allein zu spielen“. Auch in Brasilien gelte die Trennung zwischen Anklägern und Richtern. Moro war nach der Wahl vom neugewählten Präsidenten Jair Bolsonaro zum Justizminister ernannt worden. Umstritten war zunächst noch, ob es bereits vor der Wahl eine Absprache mit dem rechtskonservativen Ex-Militär gab. Gehackte Handydaten und Telegram-Textnachrichten des Richters Moro mit den Staatsanwälten, die der Enthüllungsplattform The Intercept zugespielt wurden, belegten, dass das Verfahren gegen Lula aus rechtsstaatlicher Sicht problembehaftet war.

#### Freilassung
Nach den Enthüllungen nahm das oberste Gericht das Verfahren zu Lulas Freilassung wieder auf. Am 7. November 2019, nach 580 Tagen in Haft, wurde er schließlich vorerst freigelassen. Der Richter Leopoldo de Arruda Raposo am Obersten Gerichtshof (Superior Tribunal de Justiça (STJ)) setzte das anhängige Verfahren aus. Kurz vor seiner Freilassung postete Lula ein Video, das ihn beim Fitnesstraining zeigte. Lula wurde von tausenden Aktivisten jubelnd empfangen, als er an der Seite seiner Anwälte, von Familienangehörigen und der Vorsitzenden der Arbeiterpartei (PT), Gleisi Hoffmann, aus dem Tor der Polizeizentrale trat. Er kündigte an, er wolle den Kampf für die Brasilianer fortsetzen. Im ganzen Land fanden spontane Jubelfeiern statt. Er erklärte: „Ich gehe hier ohne Hass. Mit 74 Jahren ist in meinem Herzen nur Platz für die Liebe, denn die Liebe wird in diesem Land siegen. Dem Minister Moro will ich sagen: Sie haben keinen Mann festgenommen, sondern versucht, eine Idee zu töten. Aber diese Idee verschwindet nicht und ich möchte weiter für sie kämpfen.“

#### Aufhebung der Urteile
Am 8. März 2021 annullierte das Oberste Gericht Brasiliens vier Korruptionsurteile gegen Lula. Es stellte fest, dass das Gericht im südbrasilianischen Curitiba, das alle Prozesse gegen Lula geführt hatte, dafür nicht zuständig war. Die Fälle müssten von einem Bundesgericht in der Hauptstadt Brasília neu begonnen werden. Die Aufhebung der Urteile hatte unter anderem zur Folge, dass Lula bei der für 2022 angesetzten Präsidentschaftswahl kandidieren konnte. Meinungsumfragen räumten ihm realistische Chancen gegen den amtierenden brasilianischen Präsidenten Jair Bolsonaro ein. Am 23. März 2021 urteilte das Oberste Gericht, dass der ehemalige Bundesrichter Sergio Moro (aus Curitiba) im Prozess gegen Lula befangen war und hob alle seine Urteile gegen Lula auf. Im April 2021 wurden die Urteile gegen Lula vom Plenum des Obersten Gerichtshofs definitiv aufgehoben.

### Präsidentschaftskandidatur 2022 und Ziele
Im Mai 2022 erklärte Lula seine Kandidatur für die Präsidentschaftswahl 2022. Aufsehen erregte Lula mit seinen Äußerungen zum russischen Überfall auf die Ukraine ab dem 24. Februar 2022, als er erklärte, dass Wolodymyr Selenskyj dafür ebenso verantwortlich sei wie Putin („Esse cara é tão responsável quanto o Putin.“ – „Dieser Typ ist ebenso verantwortlich wie Putin.“). Insbesondere vor dem zweiten Wahlgang versuchte Lula, auch das konservative politische Spektrum anzusprechen; so plädierte er für eine konservative Wirtschaftspolitik und sprach sich entgegen seiner persönlichen Überzeugung gegen Abtreibungen aus.

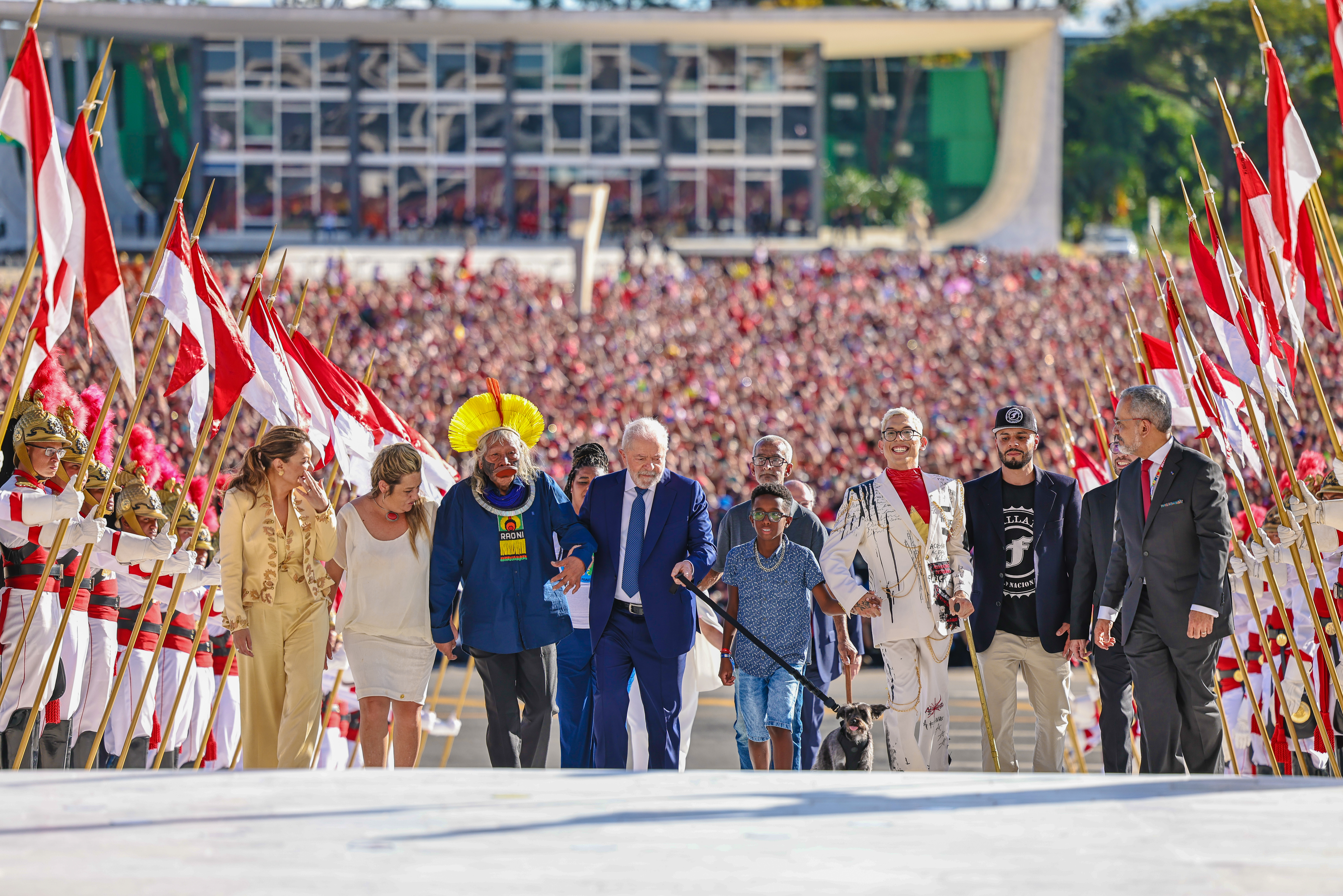
Lulas dritte Inauguration (2023)

Bei der Wahl am 2. Oktober 2022 konnte er im ersten Wahlgang nicht die erforderliche Stimmenzahl von 50 % plus eine Stimme erreichen. Dadurch musste er im zweiten Wahlgang am 30. Oktober 2022 gegen Jair Bolsonaro antreten. Er siegte mit 50,90 % oder 60.345.999 und einem Vorsprung vor Bolsonaro von 2.139.645 der gültigen Stimmen.
Lula bezeichnete vor dem Hintergrund der Ernährungskrise die Beendigung des Hungers in Brasilien vor dem Ende seiner Amtszeit als seine Lebensaufgabe. Dabei erklärte er sein Bedauern, „dass der Hunger in dieses Land“ habe zurückkehren können.
Im Rahmen der UN-Klimakonferenz in Scharm asch-Schaich kündigte er an, dass er einen kompletten Stopp der Entwaldung in Brasilien während seiner Amtszeit realisieren wolle. Auch sollten internationale Gelder wieder in den Schutz des Amazonas fließen dürfen, was Bolsonaro unterbunden hatte. Norwegen und Deutschland hatten zugestimmt, ihre Finanzhilfen wiederaufzunehmen.

### Zweite Präsidentschaft

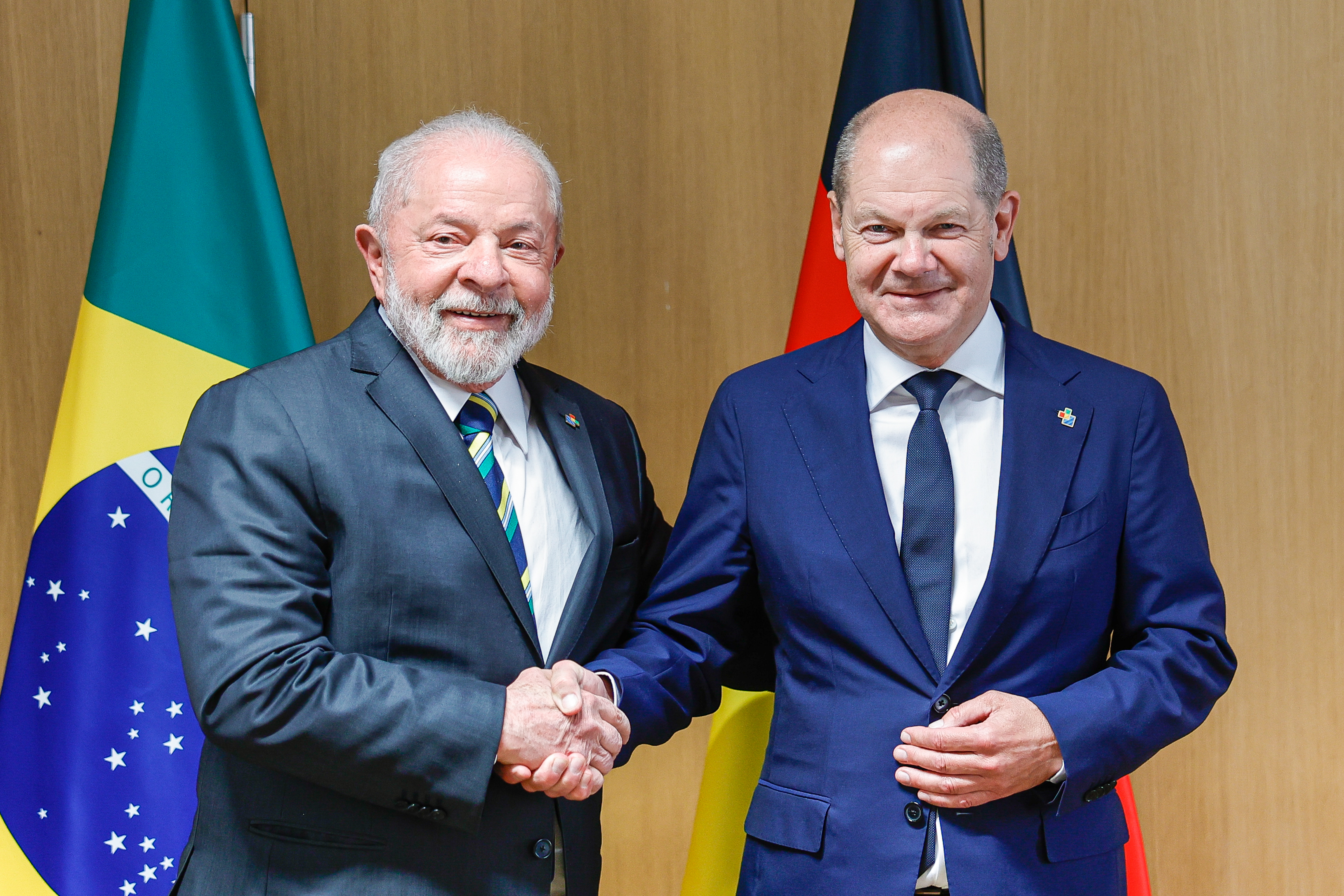
Lula und Olaf Scholz in Brüssel, Juli 2023

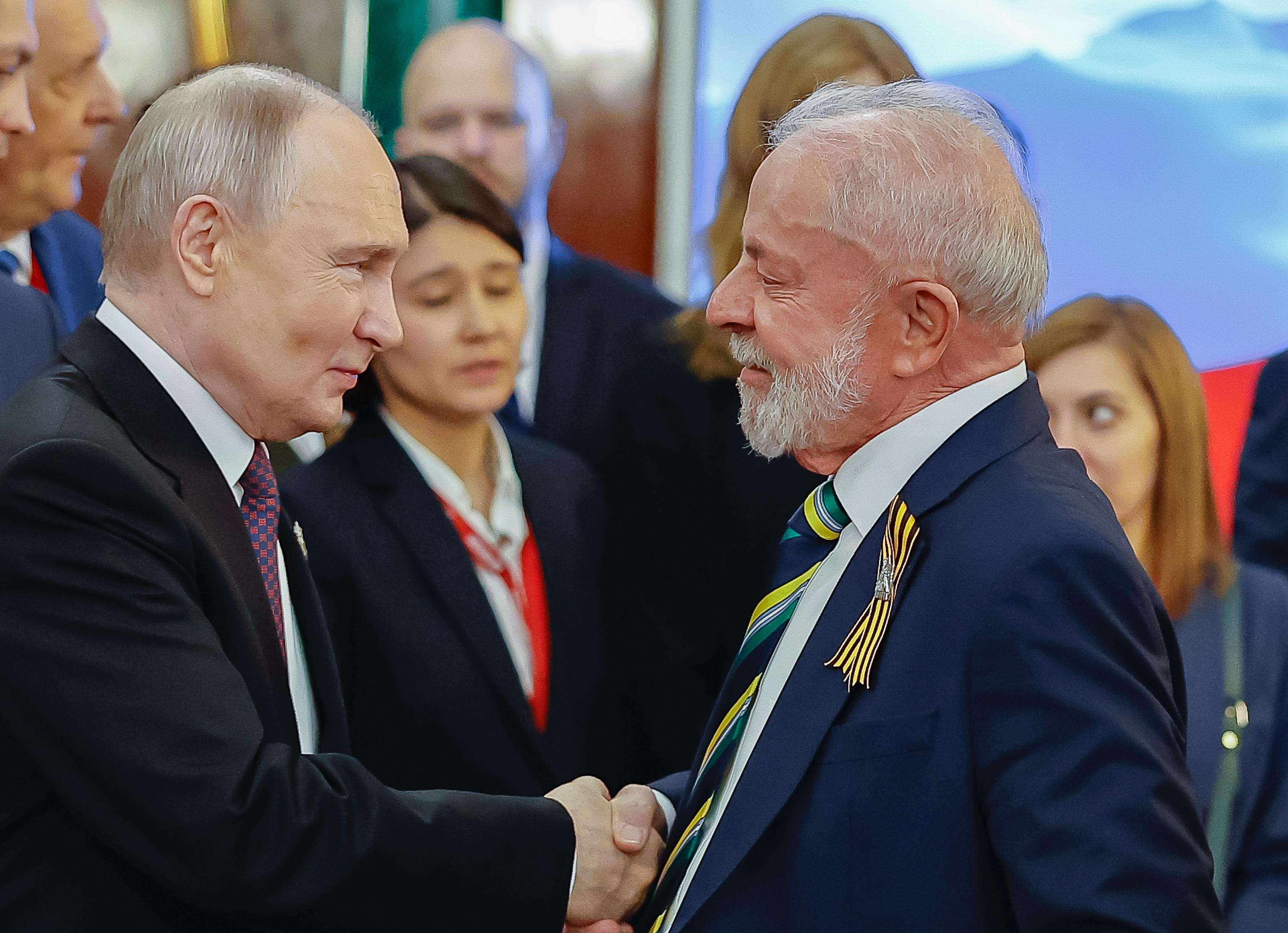
Lula und Wladimir Putin in Moskau, Mai 2025

Nach einer schwierigen Kabinettsbildung (Kabinett Lula da Silva III) erfolgte die Amtsübergabe am Neujahrstag 2023. Erneut ernannte Lula Marina Silva zur Umweltministerin, ihr zur Seite steht ein Sondergesandter für Klimafragen. Die indigene Politikerin Sônia Guajajara ernannte Lula zur Ministerin des neu geschaffenen Ministeriums der Indigenen Völker. Damit übernahm zum ersten Mal in der Geschichte des auf Kolonisierung gegründeten Landes eine Repräsentantin der Urbrasilianer ein Ministeramt. Als politisches Signal gegen Rassismus und Gewalt gegen Frauen galten die Ernennungen von Anielle Franco, der Schwester der 2018 ermordeten Politikerin Marielle Franco, zur Ministerin für ethnische Gleichstellung, von Cida Gonçalves zur Frauenministerin und des Philosophen Silvio Almeida, Autor von Racismo Estrutural (Struktureller Rassismus), eines Standardwerkes über den Rassismus in Brasilien, zum Minister für Menschenrechte.
Noch im ersten Monat seiner Amtszeit reiste Lula in das Amazonas-Gebiet, um sich einen Überblick über das Schadensbild des Regenwaldes zu verschaffen und sich über die Bedrohung der indigenen Bevölkerung Brasiliens, wie die Yanomami, zu informieren.
Bald nach dem Regierungsantritt musste das Kabinett entscheiden, ob der marode Flugzeugträger São Paulo im Südatlantik versenkt werden sollte oder nicht. Umweltorganisationen und auch die Bundesstaatsanwaltschaft sprachen sich dagegen aus, weil durch den Untergang des Flugzeugträgers Tonnen an Asbest, Quecksilber, Blei und andere giftige Stoffe in den Meeresboden eingebracht würden. Außerdem verstoße Brasilien mit der Versenkung gegen mehrere internationale Abkommen. Umweltministerin Silva sprach sich dagegen aus; Präsident Lula genehmigte hingegen die Versenkung.
Im Jahr 2023 verhinderte Lula da Silva mit seinem Veto einen Gesetzentwurf, der vorsah, dass die indigenen Völker Brasiliens nur noch die Ansprüche auf Gebiete geltend machen könnten, die sie zum Zeitpunkt der Verkündung der brasilianischen Verfassung bewohnt haben.
Im Februar 2024 verglich Lula da Silva Israels Vorgehen im Gazastreifen mit dem Holocaust: „Was im Gazastreifen mit dem palästinensischen Volk geschieht, hat es zu keinem anderen Zeitpunkt in der Geschichte gegeben. Beziehungsweise hat es das schon gegeben: Als Hitler beschloss, die Juden zu töten.“ Daraufhin wurde Lula da Silva in Israel solange zur Persona non grata erklärt, „bis er“, so der israelische Außenminister Israel Katz, „seine Äußerungen zurücknimmt und sich entschuldigt“. Außerdem bestellte die israelische Regierung um Benjamin Netanjahu den brasilianischen Botschafter ein. Lula rief daraufhin den brasilianischen Botschafter aus Israel zurück und bestellte den israelischen ein.

### Ausforschung durch die USA
Im Juli 2024 meldete die brasilianische Tageszeitung Folha de São Paulo, dass Lula da Silva jahrzehntelang durch die USA ausgeforscht wurde. Von 1969 bis 2019 wurden 819 Dokumente mit einem Gesamtumfang von 3300 Seiten erstellt. Mit 613 Dokumenten mit einem Umfang von rund 2000 Seiten lieferte die CIA den größten Anteil. Das Außenministerium trug 111, der Nachrichtendienst des Verteidigungsministeriums 49 und das Verteidigungsministerium 27 Dokumente bei. Die übrigen Dokumente kamen vom US-Südkommando, von einer Unterstützungseinheit der Streitkräfte und vom Cyberkommando der Armee. Der Schriftsteller und Journalist Fernando Morais, der am zweiten Teil einer Lula-Biografie arbeitet, hatte die Dokumente unter Berufung auf das Informationsfreiheitsgesetz (Freedom of Information Act) und mit einer Vollmacht Lulas abgefordert.

## Auszeichnungen
- 2003: Orden des Fürsten Jaroslaw des Weisen I. Klasse
- 2003: Prinzessin-von-Asturien-Preis
- 2006: Jawaharlal Nehru Award
- 2007: Elefanten-Orden, Dänemark[83]
- 2008: Félix-Houphouët-Boigny-Friedenspreis
- 2009: ukrainischer Orden der Freiheit[84]
- 2010: Nord-Süd-Preis des Europarates
- 2010: Indira Gandhi Prize
- 2011: Order of the Companions of O. R. Tambo in Gold (Südafrika)
- 2011: Welternährungspreis[85]
- 2011: Ehrendoktorwürde der Sciences Po
- 2012: Four Freedoms Award

## Filme
- Am Rande der Demokratie, 113-minütige Filmdokumentation von Petra Costa (Brasilien 2019), beleuchtet den Aufstieg Lulas vom Gewerkschaftsführer zum Präsidenten sowie die Amtsenthebung seiner Nachfolgerin.
- Im Dokumentarfilm South of the Border von Oliver Stone aus dem Jahr 2009 wird Lula neben anderen Regierungspräsidenten Lateinamerikas interviewt.
- Der Spielfilm Lula, o Filho do Brasil (2009) dokumentiert Lulas Leben bis zum Tod seiner Mutter.
- Dokumentarfilm Brasilien und der Fall Lula da Silva – Anatomie eines Politskandals (2022) von Maria Augusta Ramos zeigt auf, wie der Antikorruptionsprozess, der Lula ins Gefängnis brachte, gezielt lanciert wurde, um das Image des Expräsidenten systematisch zu beschädigen und ihn von einer Wiederwahl auszuschließen.